# Селезнёв, Николай Георгиевич
Николай Георгиевич Селезнёв (11 апреля 1907 —	27 августа 1994) — советский военачальник, участник советско-финляндской, Великой Отечественной и Советско-японской войн, генерал-полковник авиации (1962).

## Биография
Николай Георгиевич Селезнёв родился 11 апреля 1907 года в селе Ольшанец Липецкой губернии Российской империи, ныне в составе города Елец Липецкой области.
В 1923 году поступил на первые Орловские пехотно-пулемётные курсы командного состава РККА, по окончании которых служил в стрелковом полку в Воронеже на должностях командира отделения, помощника командира взвода, старшины роты, командира взвода. В 1925 году поступил в Московское артиллерийское училище им. Л. Б. Красина. По окончании училища служил в артиллерийском полку в городе Пушкин Ленинградского военного округа. В 1931 году поступил в Военно-воздушную академию им. Н. Е. Жуковского. Проходил службу в штабе Военно-воздушных сил Ленинградского военного округа.
В должности начальника оперативного отдела штаба ВВС Северо-Западного фронта полковник Селезнёв участвовал в советско-финской войне и 7 апреля 1940 года «за образцовое выполнение боевых заданий командования на фронте борьбы с финской белогвардейщиной и проявленные при этом доблесть и мужество» был награждён орденом Красного Знамени.
В начале Великой Отечественной войны полковник Селезнёв занимал должность начальника оперативного отдела штаба ВВС Ленинградского фронта. 25 декабря 1941 года назначен командующим ВВС 23-й армии. 18 августа 1942 года полковник Селезнёв был назначен начальником штаба 8-й воздушной армии. Руководил работой штаба армии во время обороны Сталинграда. 23 ноября 1942 года Указом Президиума Верховного совета награждён вторым орденом Красного Знамени. 22 февраля 1943 года «за успешное совершение ряда вылетов частей Армии и нанесение жестокого урона живой силе и технике противника при обороне Сталинграда, окружении немецкой группировки и правильного использования частей армии» награждён орденом Александра Невского.
17 февраля 1943 года полковник Селезнёв был назначен начальником штаба 17-й воздушной армии. 13 марта 1943 года ему было присвоено звание генерал-майора авиации. Участвовал в планировании крупномасштабной операции по уничтожению немецкой авиации на аэродромах и руководил работой штабов и тылов частей армии на начальном этапе Курской битвы.
С 1 июля 1943 года генерал-майор авиации Селезнёв был назначен начальником штаба 5-й воздушной армии. Руководил работой штаба во время Белгородско-Харьковской операции. 27 августа 1943 года награждён орденом Отечественной войны I степени. Во время форсирования Днепра и проведения Кировоградской наступательной операции умело руководил работой штаба армии и 19 января 1944 года Указом Президиума Верховного совета «за умелое и мужественное руководство боевыми операциями» был награждён орденом Кутузова II степени. Во время подготовки и проведения Ясско-Кишинёвской операции осуществлял умелое планирование боевой работы штабов армии, организацию взаимодействия с наземными частями, 13 сентября 1944 года награждён орденом Суворова II степени и присвоено звание генерал-лейтенант авиации.
В составе управления армии генерал-лейтенант авиации Селезнёв участвовал в Дебреценской, Будапештской, Венской операциях и 28 апреля 1945 года был награждён орденом Кутузова I степени.
После окончания Великой Отечественной войны 25 июня 1945 года генерал-лейтенант авиации Селезнёв был назначен начальником штаба 12-й воздушной армии Забайкальского фронта. Руководил работой штаба армии во время Хингано-Мукденской наступательной операции, проводимой в рамках Маньчжурской стратегической наступательной операции. «За умелое и мужественное руководство боевыми операциями и за достигнутые в результате этих операций успехи в боях с японскими милитаристами» Указом Президиума Верховного Совета СССР от 8 сентября 1945 года был награждён орденом Суворова II степени.
После окончания войны в 1946—1950 годах генерал-лейтенант авиации Селезнёв занимал должность начальника Липецкой Высшей лётно-тактической школы ВВС. В феврале 1950 года был назначен заместителем главнокомандующего ВВС по военно-учебным заведениям.  В 1954 году окончил Военную академию Генерального штаба. Служил начальником управления Генерального штаба, заместителем начальника Военно-воздушной академии им. Ю.А Гагарина по учебной и научной работе. 
27 апреля 1962 года начальнику кафедры Военной академии Генерального штаба Селезневу было присвоено звание генерал-полковник авиации.
В отставке с 1972 года.
Жил в Москве.  
Скончался 27 августа 1994 года на 88-м году жизни. Похоронен на Троекуровском кладбище Москвы (участок 2).

## Память
В честь героя установлена мемориальная доска на стене школы № 17 им. Т. Н. Хренникова города Елец.